# IC 3705/1
IC 3705/1 је елиптична галаксија у сазвијежђу Береникина коса која се налази на листи објеката дубоког неба у Индекс каталогу.
Деклинација објекта је + 19° 19' 36" а ректасцензија 12h 43m 41,6s. Привидна величина (магнитуда) објекта IC 3705 износи 15,0 а фотографска магнитуда 16,0.